# Stóra-Dímon
Stóra-Dímon är en kulle i republiken Island. Den ligger i regionen Suðurland, 110 km sydost om huvudstaden Reykjavík. Toppen på Stóra-Dímon är 188 meter över havet, eller 107 meter över den omgivande terrängen. Bredden vid basen är 1,2 km.
Trakten runt Stóra-Dímon är nära nog obefolkad, med mindre än två invånare per kvadratkilometer. Närmaste större samhälle är Hvolsvöllur, omkring 16 kilometer nordväst om Stóra-Dímon. Trakten runt Stóra-Dímon består i huvudsak av gräsmarker.